# Kevin Thompson
Kevin Lamont Thompson (nacido el 7 de febrero de 1971 en Winston-Salem, Carolina del Norte, Estados Unidos) es un exjugador de baloncesto estadounidense que jugó una temporada en la NBA y que posteriormente continuó su carrera profesional en Europa, sobre todo en la liga italiana y la liga ACB. Con 2,08 metros de estatura, jugaba en la posición de pívot.